# Чхе Йон Кім
Чхе Йон Кім (кор. 김채연; нар. 8 грудня 2006, Сеул, Південна Корея) — південнокорейська фігуристка, що виступає в жіночому одиночному катанні. Бронзова призерка Чемпіонату світу (2024). Срібна призерка Чемпіонату чотирьох континентів (2024). Бронзова призерка Чемпіонату Південної Кореї (2024).
Станом на 18 листопада 2024 року посідає 3-те місце за рейтингом Міжнародного союзу ковзанярів.

## Біографія
Народилася 8 грудня 2006 року в Сеулі, Південна Корея. Її мати Лі Чон А є дизайнеркою і відповідає за розробку усіх костюмів Чхе Йон у фігурному катанні.

## Спортивна кар'єра

### Початок
Кім почала займатися фігурним катанням у 2017 році, коли була у п'ятому класі. Вона посіла четверте місце в юніорській категорії на Чемпіонаті Південної Кореї 2020 року.
У лютому 2021 року Кім посіла дев'яте місце на Чемпіонаті Південної Кореї 2021 року серед дорослих. Завдяки цьому результату вона увійшла до складу збірної Кореї.

### Сезон 2021—2022
Кім дебютувала на міжнародному рівні серед юніорів на етапі Гран-прі у Франції. Вона посіла друге місце як у короткій, так і в довільній програмі, щоб фінішувати другою в загальному заліку між американською фігуристкою Ізабо Левіто та канадкою Кайєю Руйтер. На своєму другому етапі Гран-прі у Словаччині, Кім фінішувала на подіумі на п'ятому місці.
У січні 2022 року Кім посіла десяте місце на Чемпіонаті Південної Кореї серед дорослих.

### Сезон 2022—2023

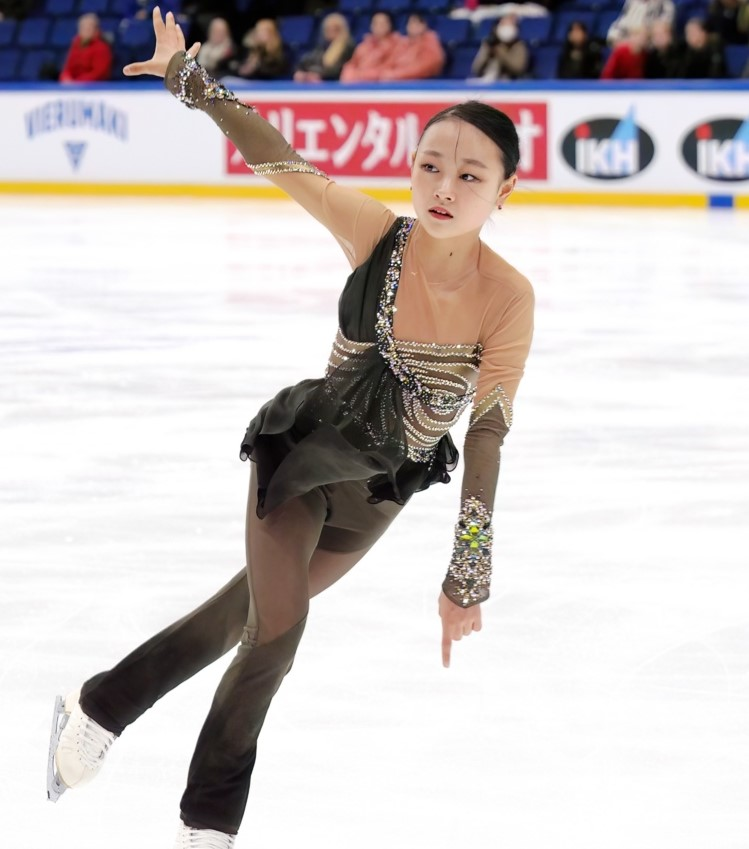
Кім виступає на Finlandia Trophy 2022

Кім відкрила свій сезон на етапі Гран-прі серед юніорів у Польщі. Вона посіла третє місце в обох сегментах змагань і виграла бронзову медаль у загальному заліку після японських конкуренток Мао Шимади та Моне Чиби. Наступного тижня Кім дебютувала в міжнародній старшій команді на турнірі Finlandia Trophy 2022 в Еспоо. Вона посіла третє місце в короткій програмі та друге у довільній, встановивши нові особисті рекорди в обох сегментах змагань, а також у загальному заліку, вигравши срібну медаль між співвітчизницею Кім Йе Лім та грузинською (колишньою російською) фігуристкою Анастасією Губановою. За тиждень після цього вона брала участь у своєму другому юніорському етапі Гран-прі в Італії, де здобула срібну медаль.
На юніорському Фіналі Гран-прі в Турині Кім посіла третє місце і в короткій, і в довільній програмі, вигравши бронзову медаль у загальному заліку.
Фігуристка посіла четверте місце на Чемпіонаті Південної Кореї 2023 року. Змагаючись на Чемпіонаті чотирьох континентів 2023 року в Колорадо-Спрінгс, Кім посіла третє місце в короткій програмі з новим особистим рекордом 71,39 балів. У неї була найвища технічна оцінка в сегменті. Ставши п'ятою у довільній програмі, вона опустилася на четверте місце у загальному заліку.
На Чемпіонаті світу 2023 року в Сайтамі Чхе Йон фінішувала дванадцятою в короткій програмі і третьою у довільній, ставши шостою у загальному заліку.

### Сезон 2023—2024

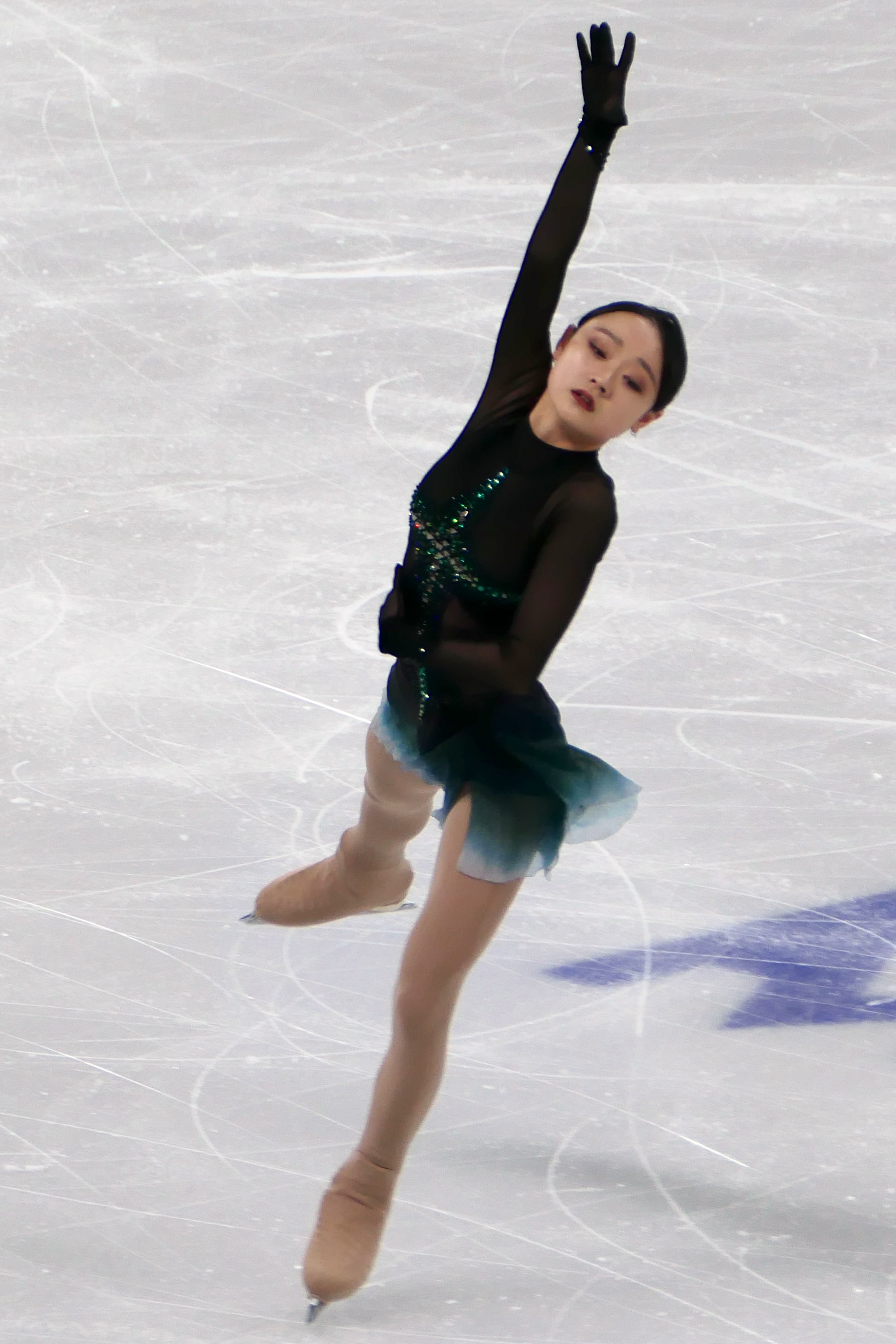
Кім виступає на Чемпіонаті світу 2024 року

На початку сезону Кім виграла спочатку бронзову медаль на CS Lombardia Trophy 2023, а потім золото на CS Nepela Memorial 2023. Її запросили дебютувати на дорослому етапі Гран-прі, виступивши на Skate Canada International 2023, де вона була наймолодшою з дванадцяти жінок, які змагалися. Спортсменка фінішувала другою в короткій програмі та четвертою у довільній, посівши друге місце у загальному заліку та здобувши срібну медаль. Кім стала третьою в короткій програмі на етапі Гран-прі в Еспоо 2023 року, але опустилася на четверте місце у загальному заліку після складної довільної програми.
Чхе Йон здобула бронзову медаль на Чемпіонаті Південної Кореї 2024 року. На Чемпіонаті чотирьох континентів 2024 в Шанхаї вона посіла друге місце в короткій програмі і третє у довільній. Кім залишилася другою у загальному заліку, вигравши срібну медаль.
Завершивши сезон на Чемпіонаті світу 2024 року, який проходив у Монреалі, фігуристка стала шостою в короткій програмі і третьою в довільній. У загальному заліку вона стала третьою, здобувши бронзову медаль. Це зробило її третьою корейською жінкою, яка виграла медаль на Чемпіонаті світу, після Йон А Кім та Хе Ін Лі.

### Сезон 2024—2025

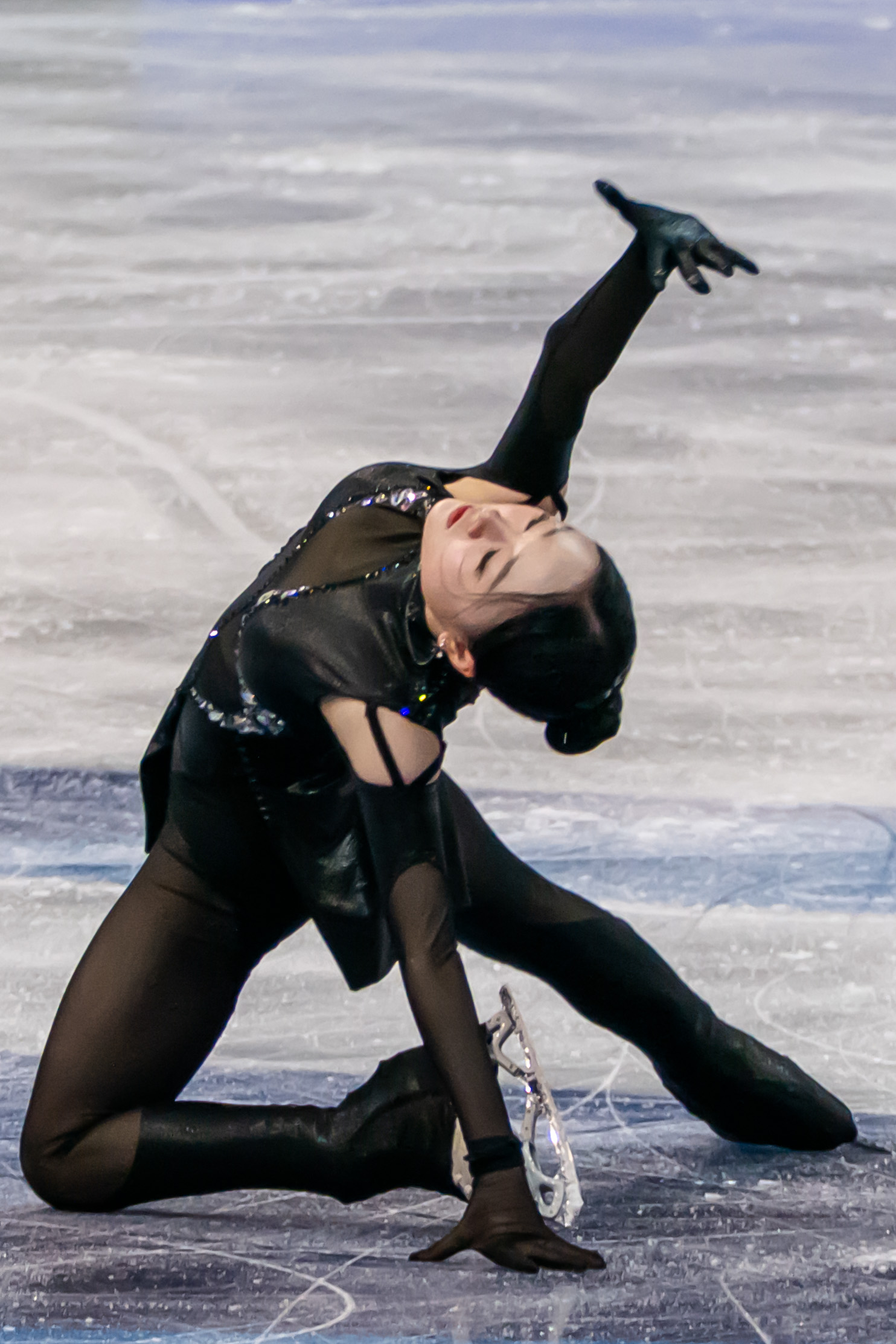
Кім виступає на Чемпіонаті світу 2025 року

Кім розпочала сезон із золотою медаллю Shanghai Trophy 2024, а потім виграла золоту медаль Челленджеру Trophée Métropole Nice Côte d'Azur.
На етапі Гран-прі у Франції вона посіла друге місце в короткій програмі та п'яте в довільній, після того як сильно впала на стегно під час виконання каскаду потрійний лутц—потрійний тулуп. Фігуристка посіла четверте місце в загальному заліку. На етапі Гран-прі Cup of China Кім стала четвертою в короткій програмі та третьою в довільній, здобувши бронзову медаль. Вона не відібралася до Фіналу Гран-прі, а стала однією з запасних.
Наприкінці листопада Кім брала участь у щорічному південнокорейському рейтинговому змаганні, де виграла золоту медаль. Завдяки цьому результату її було обрано для участі в Чемпіонаті чотирьох континентів 2025 року. Через місяць Кім виграла золоту медаль на Чемпіонаті Південної Кореї 2025 року, перемігши дворазову і чинну національну чемпіонку Джі А Шін. З цим результатом Кім була включена до національної збірної на Чемпіонат світу 2025 року.
На зимових Азійських іграх 2025 року в Харбіні, Китай, Кім посіла друге місце в короткій програмі, але виграла довільну, забезпечивши собі золоту медаль у загальному заліку, майже на вісім очок випередивши триразову та чинну чемпіонку світу Каорі Сакамото. Через тиждень вона брала участь у Чемпіонаті чотирьох континентів 2025 року в Сеулі, де виграла як коротку програму, так і довільну, встановивши при цьому особистий рекорд і вигравши золоту медаль, рівно на вісімнадцять очок випередивши срібну призерку Брейді Теннелл. Вона стала лише третьою південнокорейською фігуристкою-одиночницею, яка виграла золото Чемпіонату чотирьох континентів після Йон А Кім та Хе Ін Лі.
На Чемпіонаті світу 2025 року фігуристка посіла 11-те місце в короткій програмі, помилившись на приземленні каскаду потрійний лутц—потрійний тулуп, та дев'яте місце у довільній. У загальному заліку фінішувала десятою.

## Програми
| Сезон       | Коротка програма                                                                                         | Довільна програма                                                                               | Показові номери                                                     |
| ----------- | --- | ----------------------------------------------------------------------------------------------- | ------------------------------------------------------------------- |
| 2024—2025   | - «Трон: Спадок» Хореограф-постановник Бенуа Рішо                                                        | - «Whisperers from the Heart» - «Love Dance» Хореографиня-постановниця Шин Йе Джи               | - «La La Land» Джастін Гурвіц                                       |
| 2023 — 2024 | - «Pantomeme» Карл Гюго - «Lilies of the Valley» Джун Міяк. Хореографиня-постановниця Шин Йе Джи         | - «Le Bal des folles» Асаф Авідан. Хореограф-постановник Бенуа Рішо                             | - «Last Train to London (I Won't Look Back)» Мімі Вебб              |
| 2022 —2023  | - «Everybody Knows» Леонард Коен. Хореографиня-постановниця Шин Йе Джи                                   | - «Poeta En El Viento» Вісент Аміґо. Хореографиня-постановниця Шин Йе Джи                       | - «Exogenesis: Symphony» Muse. Хореографиня-постановниця Шин Йе Джи |
| 2020—2022   | - Концерт для фортепіано з оркестром № 2 Сергій Рахманінов. Хореографиня-постановниця Шин Йе Джи         | - «Ambush from Ten Sides» Silkroad, Йо-Йо Ма. Хореографиня-постановниця Шин Йе Джи              |                                                                     |
| 2019—2020   | - «Exogenesis: Symphony» Muse. Хореографиня-постановниця Шин Йе Джи                                      | - «White Legend» Ікуко Кавай - «Torn (Redux)» Натан Лан'є. Хореографиня-постановниця Шин Йе Джи |                                                                     |
| 2018–2019   | - «Speak Softly, Love» Девід Девідсон - «Love Theme» Максим Мрвиця. Хореографиня-постановниця Шин Йе Джи | - «Popular» Крістін Ченовет. Хореографиня-постановниця Шин Йе Джи                               |                                                                     |

## Спортивні досягнення

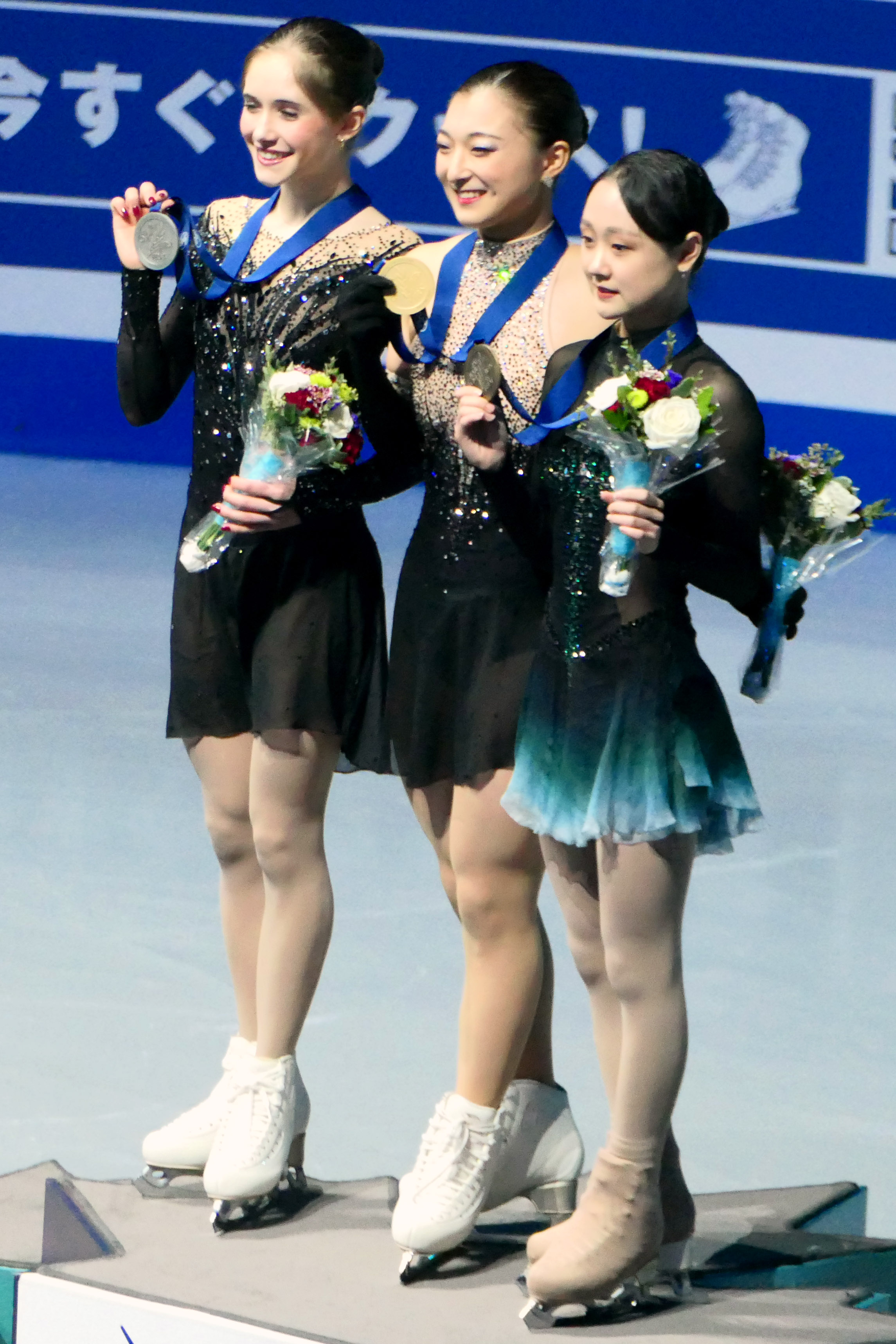
Призерки Чемпіонату світу 2024 (зліва направо): Ізабо Левіто (срібло), Каорі Сакамото (золото), Чхе Йон Кім (бронза)

| Міжнародні серед дорослих          | Міжнародні серед дорослих | Міжнародні серед дорослих | Міжнародні серед дорослих | Міжнародні серед дорослих | Міжнародні серед дорослих | Міжнародні серед дорослих |
| Змагання                           | 19/20                     | 20/21                     | 21/22                     | 22/23                     | 23/24                     | 24/25                     |
| ---------------------------------- | ------------------------- | ------------------------- | ------------------------- | ------------------------- | ------------------------- | ------------------------- |
| Чемпіонат світу                    |                           |                           |                           | 6                         | 3                         | 10                        |
| Чемпіонат чотирьох континентів     |                           |                           |                           | 4                         | 2                         | 1                         |
| Етап Гран-прі. Skate Canada        |                           |                           |                           |                           | 2                         |                           |
| Етап Гран-прі. Cup of China        |                           |                           |                           |                           |                           | 3                         |
| Етап Гран-прі. Франція             |                           |                           |                           |                           |                           | 4                         |
| Етап Гран-прі. Фінляндія           |                           |                           |                           |                           | 4                         |                           |
| Челленджер. Finlandia Trophy       |                           |                           |                           | 2                         |                           |                           |
| Челленджер. Lombardia Trophy       |                           |                           |                           |                           | 3                         |                           |
| Челленджер. Ondrej Nepela Memorial |                           |                           |                           |                           | 1                         |                           |
| Asian Games                        |                           |                           |                           |                           |                           | 1                         |
| Челленджер. Trophée Métropole Nice |                           |                           |                           |                           |                           | 1                         |
| Shanghai Trophy                    |                           |                           |                           |                           |                           | 1                         |
| Міжнародні серед юніорів           |                           |                           |                           |                           |                           |                           |
| Фінал Гран-прі                     |                           |                           |                           | 3                         |                           |                           |
| Етап Гран-прі. Франція             |                           |                           | 2                         |                           |                           |                           |
| Етап Гран-прі. Італія              |                           |                           |                           | 2                         |                           |                           |
| Етап Гран-прі. Польща              |                           |                           |                           | 3                         |                           |                           |
| Етап Гран-прі. Словаччина          |                           |                           | 5                         |                           |                           |                           |
| Національні                        |                           |                           |                           |                           |                           |                           |
| Чемпіонат Південної Кореї          | 4                         | 9                         | 10                        | 4                         | 3                         | 1                         |
| Ranking Competition                | 5                         | 8                         | 5                         | 2                         | 2                         | 1                         |